# Речной вокзал (Ростов-на-Дону)
Речной вокзал Ростова-на-Дону — комплекс зданий и сооружений, предназначенных для обслуживания пассажиров речного транспорта, расположен в центре города на Береговой улице.
Вокзальный комплекс включает в себя здания пассажирского терминала и одиннадцатиэтажной гостиницы «Якорь», причальную стенку с пристанями, протянувшуюся почти на километр от Ворошиловского моста до Халтуринского переулка. Гостиница имеет статус памятника архитектуры и градостроительства регионального значения.В пассажирском терминале имеются зал ожидания, кассы, медпункт, кафе, магазины, офисы туристических агентств и супермаркет. Ширина Дона у речного вокзала варьируется от 160 до 205 м. Ростовский речной вокзал является структурным подразделением Ростовского морского торгового порта.

## История
Ростовский порт был основан в 1750 году и сразу, благодаря своему расположению вблизи места впадения Дона в Азовское море, превратился в центр международной торговли на юге России. В начале XX века порт Ростов стал одним из крупнейших портов Азово-Черноморского бассейна. Успешность перевалки грузов была обусловлена наличием транспортной развязки железная дорога-река-море. В навигацию 1912 года общее количество зашедших в порт судов достигло 7 тысяч, из которых около 40 % — речных, грузооборот при этом достиг почти 3 млн тонн. К порту были приписаны 176 судов. Обслуживание в порту осуществляли 102 судна. В разводку железнодорожного моста, тогда ещё поворотного, в том году проследовало более 11 тысяч судов.

## Компании и направления
Круизы из Ростова-на-Дону выполняются в Азов, Константиновск, Романовскую, Ейск, Волгоград, Астрахань, Казань, Самару, Саратов. Крупнейшая судоходная компания, использующая Ростовский речной вокзал — «Водоходъ». Двухпалубные теплоходы типа «Москва» осуществляют непродолжительные водные экскурсии по Дону в черте города, а также в Азов и станицу Старочеркасскую.

## Архитектура
Комплекс зданий речного вокзала построен по проекту известного московского архитектора Владимира Кубасова, ростовского архитектора Ю. Алексеева и инженеров Н. Соколова и И. Мурованного в 1977 году.
Силуэт пассажирского терминала динамично сочетает большие плоскости из стекла и бетона, сквозные галереи и переходные пандусы-трапы. Вытянутое по горизонтали здание образно перекликается с конфигурацией пассажирских теплоходов. Это мировосприятие усиливается тем, что одиннадцатиэтажная гостиница, входящая в комплекс речного вокзала, по замыслу авторов, должна напоминать капитанский мостик. Висящие на гигантских кронштейнах блоки по девять гостиничных номеров с трапециевидными боковыми стенами-пилонами создают впечатление лёгкости и динамичности.

## Галерея

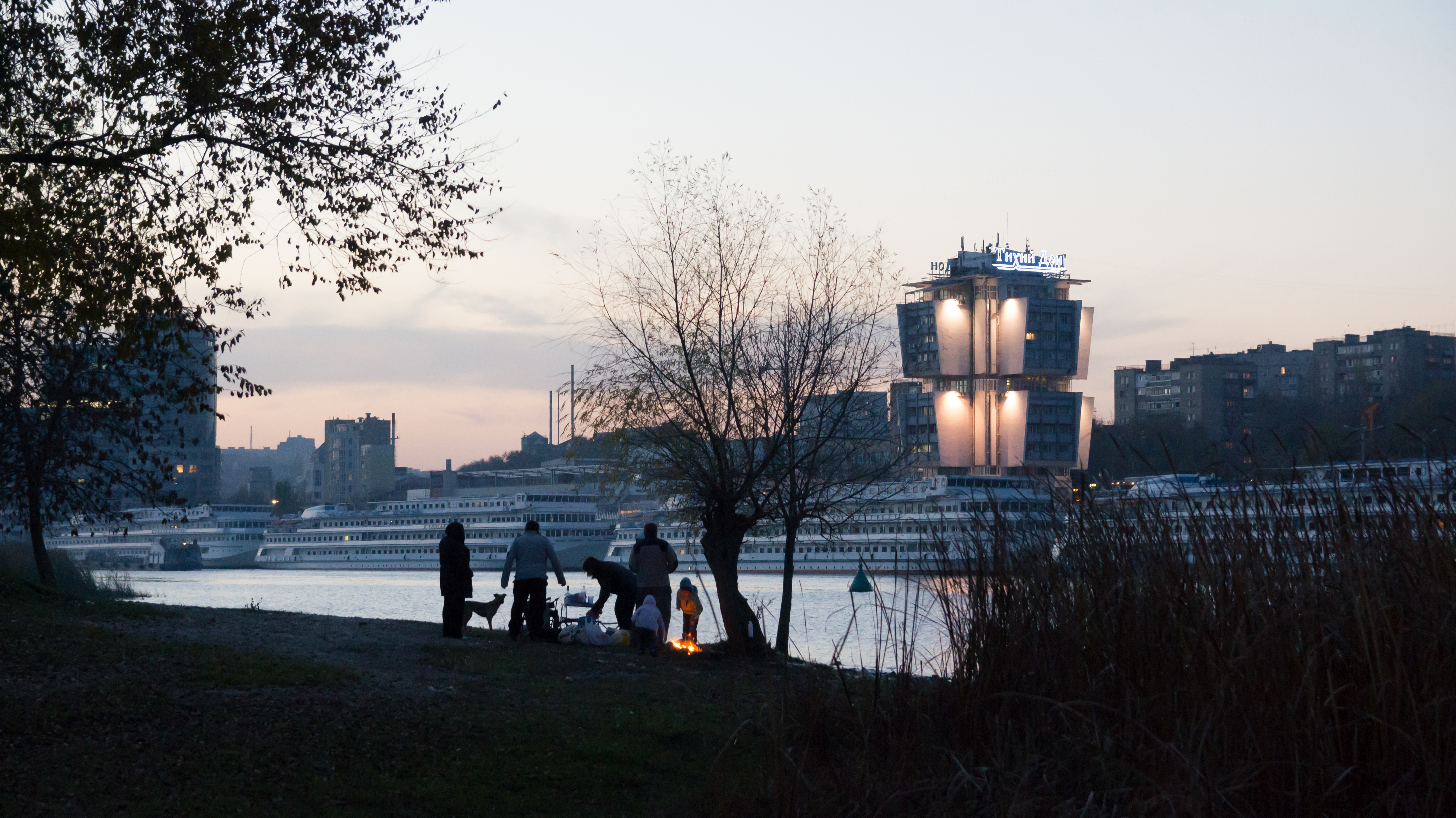
Ростовский речной вокзал ночью
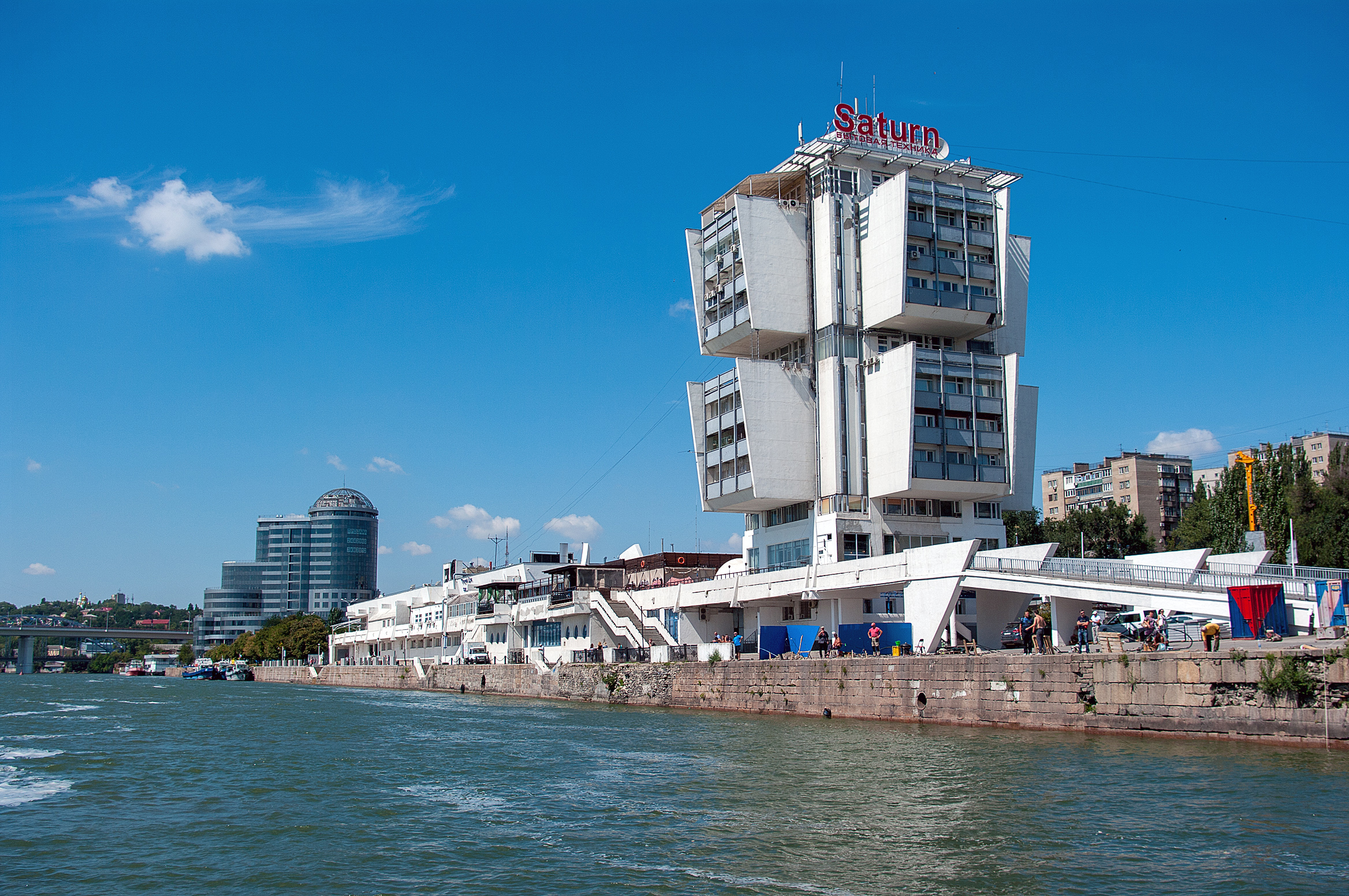
Ростовский речной вокзал и гостиница «Якорь»
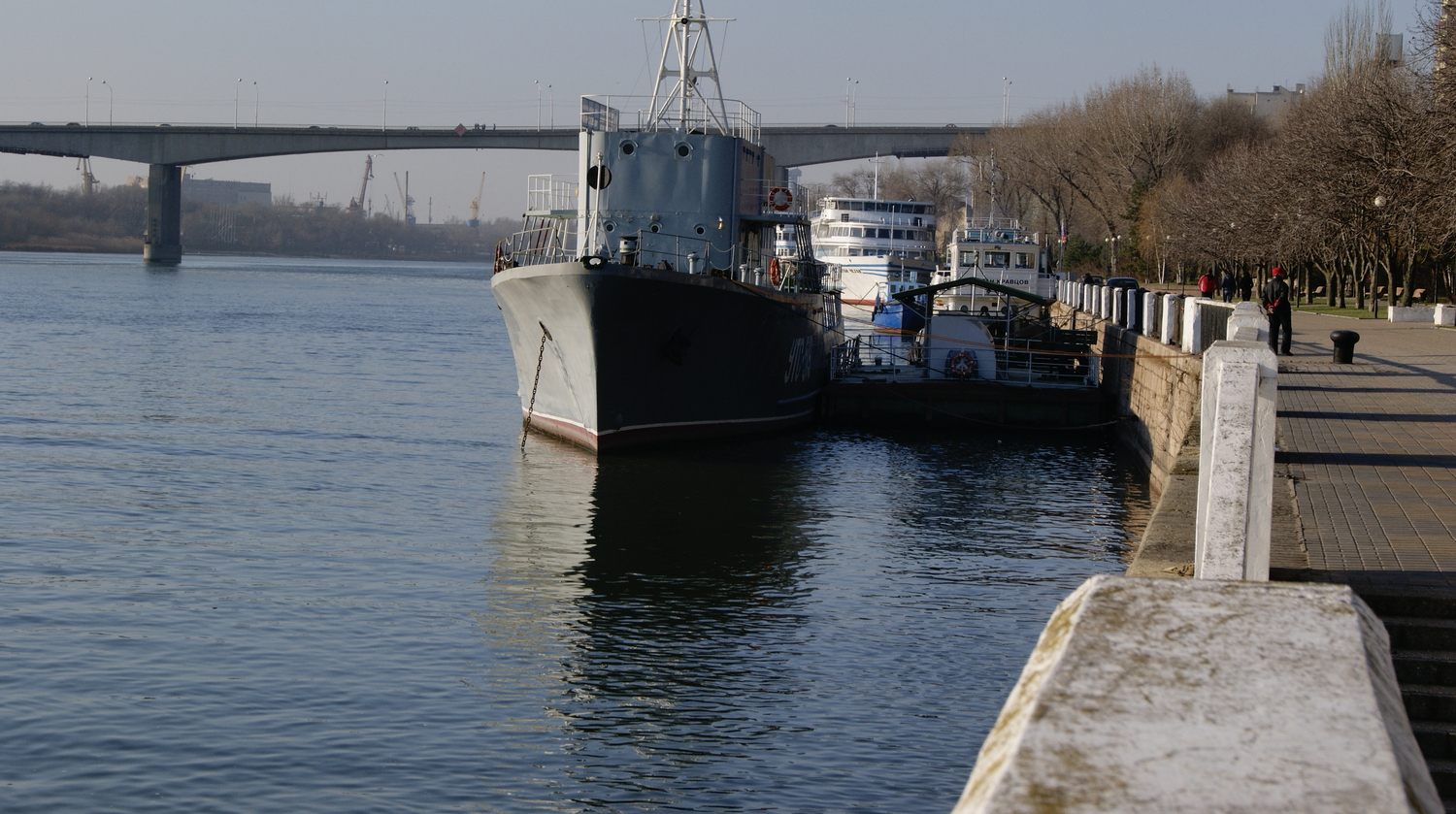
Суда у причальной стенки на набережной